# Вальдольвисайм
Вальдольвисайм (фр. Waldolwisheim) — коммуна на северо-востоке Франции в регионе Гранд-Эст (бывший Эльзас — Шампань — Арденны — Лотарингия), департамент Нижний Рейн, округ Саверн, кантон Саверн.
Площадь коммуны — 5,65 км², население — 537 человек (2006) с тенденцией к стабилизации: 545 человек (2013), плотность населения — 96,5 чел/км².

## Население
Население коммуны в 2011 году составляло 538 человек, в 2012 году — 542 человека, а в 2013-м — 545 человек.
| 1962 | 1968 | 1975 | 1982 | 1990 | 1999 | 2006 | 2008 | 2011 | 2012 | 2013 |
| ---- | ---- | ---- | ---- | ---- | ---- | ---- | ---- | ---- | ---- | ---- |
| 469  | 465  | 465  | 562  | 562  | 530  | 537  | 539  | 538  | 542  | 545  |

Динамика населения:

## Экономика
В 2010 году из 359 человек трудоспособного возраста (от 15 до 64 лет) 262 были экономически активными, 97 — неактивными (показатель активности 73,0 %, в 1999 году — 74,6 %). Из 262 активных трудоспособных жителей работали 257 человек (131 мужчина и 126 женщин), 5 числились безработными (двое мужчин и три женщины). Среди 97 трудоспособных неактивных граждан 30 были учениками либо студентами, 49 — пенсионерами, а ещё 18 — были неактивны в силу других причин.

## Достопримечательности (фотогалерея)

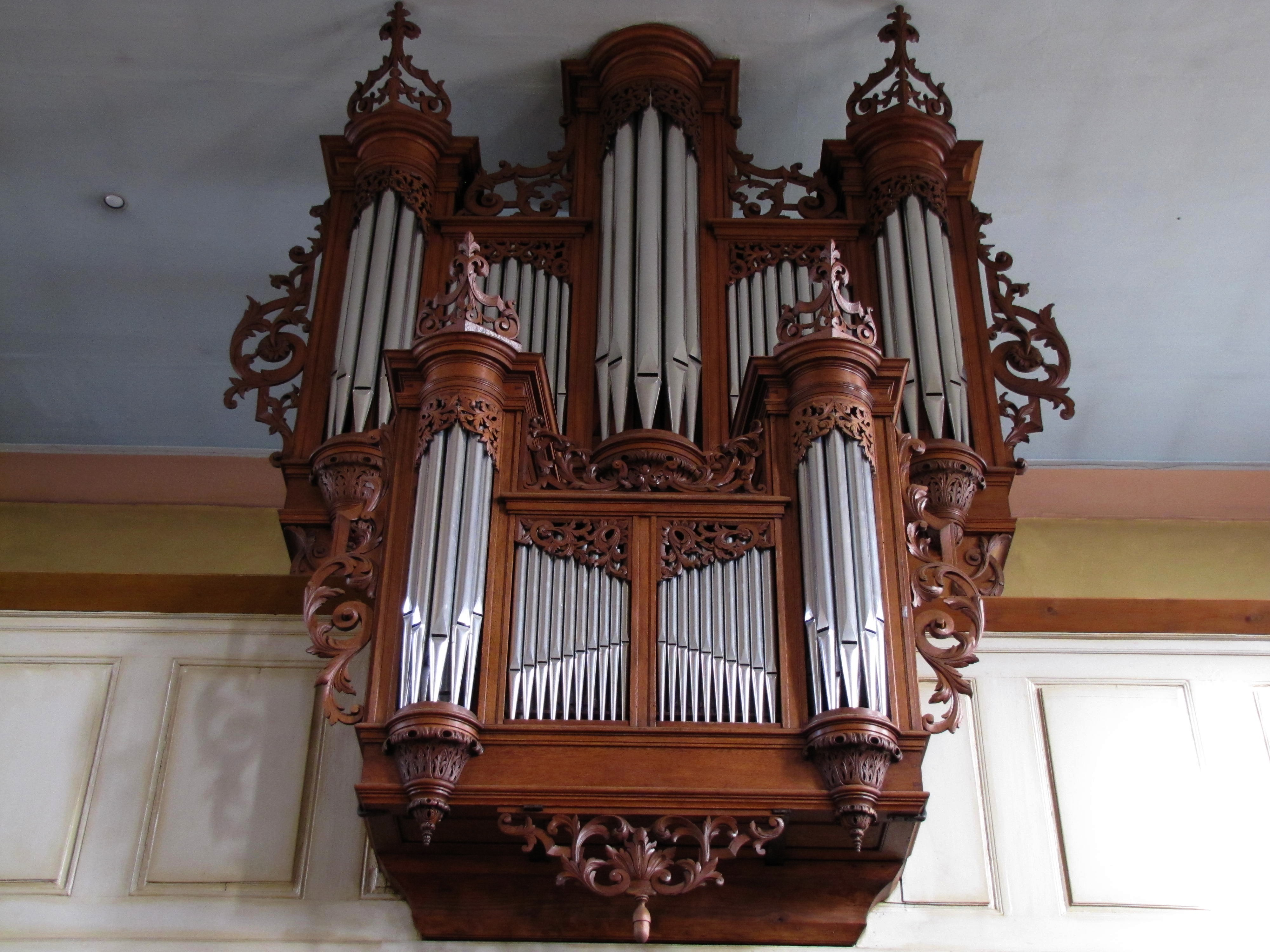
Орган